# Villebois
Villebois település Franciaországban, Ain megyében. Lakosainak száma 1200 fő (2022. január 1.). Villebois Bénonces, Serrières-de-Briord, Souclin, Montalieu-Vercieu, Porcieu-Amblagnieu és Sault-Brénaz községekkel határos.

## Népesség
A település népessége az elmúlt években az alábbi módon változott:
| Lakosok száma | 779  | 851  | 954  | 1082 | 1160 | 1167 | 1173 | 1185 | 1195 | 1200 |
|               | 1968 | 1982 | 1999 | 2006 | 2011 | 2015 | 2017 | 2018 | 2020 | 2022 |